# 末吉中継局
末吉中継局（すえよしちゅうけいきょく）は、鹿児島県曽於市末吉町の高之峯にあるテレビ・FMラジオ放送の中継局。鹿児島県を放送対象地域としている放送局が設置している。

## 概要
曽於市末吉町・財部町を主な送信エリアとしており、曽於市大隅町、鹿屋市輝北町、霧島市福山町にも受信している世帯がある。
宮崎県との県境にほど近い場所に設置されている。宮崎県にある民間放送局（テレビ）が2局のみ（鹿児島県は4局）であることから、曽於市に隣接する宮崎県都城市や三股町では末吉中継局や鹿屋中継局向けにUHFアンテナを設置する世帯が少なくない。宮崎日日新聞（宮崎県の地方紙）の番組表ではアナログテレビ放送終了（2011年7月23日）まで「都城」のチャンネルとして末吉中継局の番号が掲載されていた。
ただし、宮崎県方面へは送信アンテナが設けられていないため、県境に近い地域（都城市五十町、今町、梅北町など）を除いては放送区域外とされており、区域外の地域（都城市街地・旧北諸県郡域など）で良好に受信するためには高性能アンテナを使用あるいは地元CATV局であるBTVに加入する必要がある。
FM放送はNHK鹿児島放送局のみが末吉中継局を設置しており、民放であるエフエム鹿児島は設置していない。しかし、曽於市周辺では鰐塚山から送信されている宮崎県のFM局（エフエム宮崎）の電波を容易に受信できる。

## 送信設備
南から「民放局のデジタル中継局・KTS/KYTのアナログ中継局」、「NHK（テレビ）のデジタル中継局・NHK（テレビ）・MBC/KKBのアナログ中継局」、「NHK-FM放送の中継局」が並ぶ。

### デジタルテレビ放送

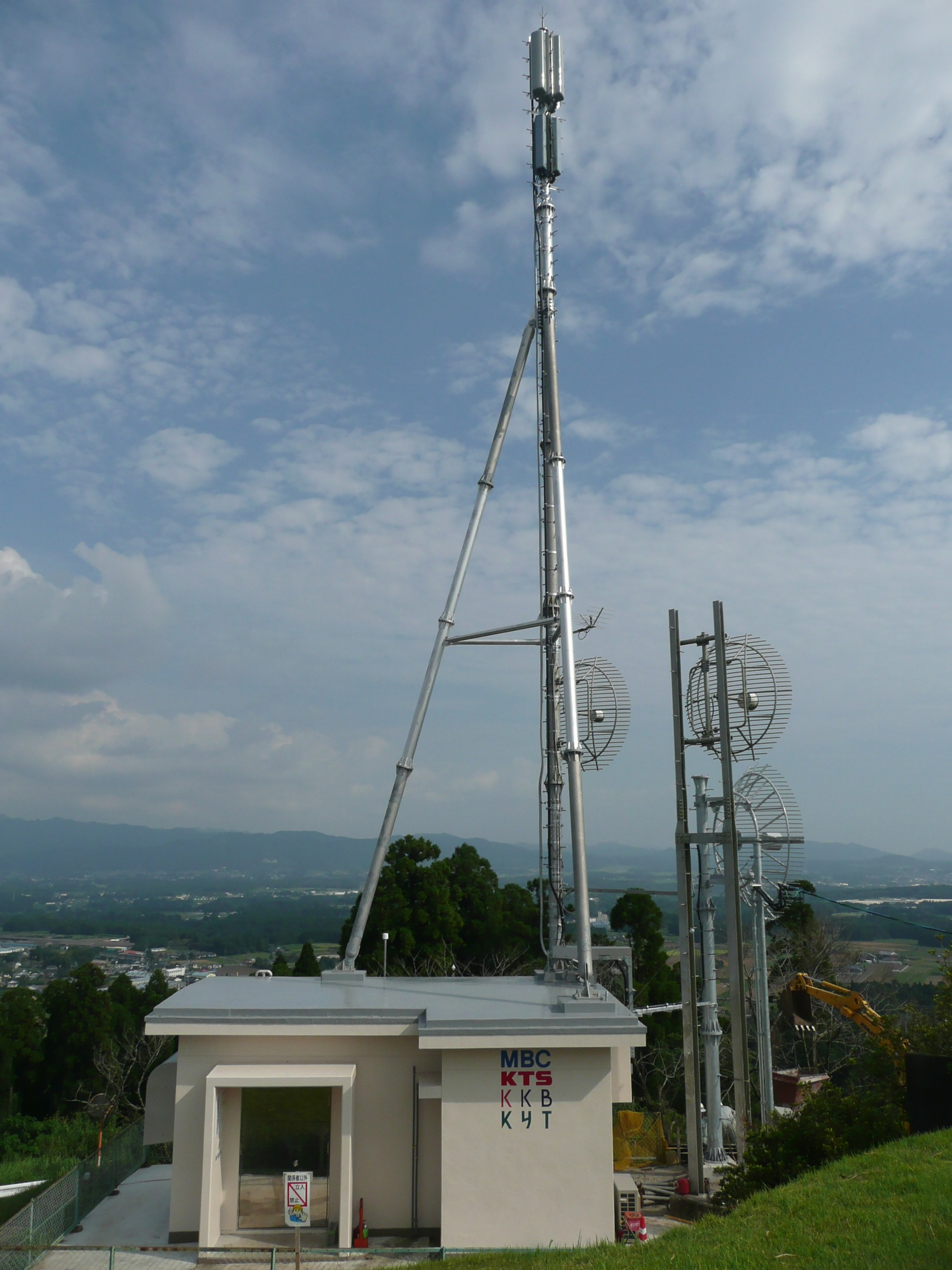
民放局のデジタル中継局兼KTS・KYTのアナログ中継局（2008年）

2008年8月29日に予備免許、10月1日に本免許が付与。9月18日から本放送と同様の試験放送を実施し10月6日に本放送を開始した。
| ID | 放送局名             | 物理 チャンネル | 空中線 電力 | ERP | 放送対象地域 | 放送区域 内世帯数 |
| -- | -------------------- | --------------- | ----------- | --- | ------------ | ----------------- |
| 1  | MBC 南日本放送       | 20              | 10W         | 27W | 鹿児島県     | 10,328世帯        |
| 2  | NHK 鹿児島教育       | 24              | 10W         | 23W | 全国         | 10,328世帯        |
| 3  | NHK 鹿児島総合       | 23              | 10W         | 23W | 鹿児島県     | 10,328世帯        |
| 4  | KYT 鹿児島讀賣テレビ | 26              | 10W         | 28W | 鹿児島県     | 10,328世帯        |
| 5  | KKB 鹿児島放送       | 19              | 10W         | 28W | 鹿児島県     | 10,328世帯        |
| 8  | KTS 鹿児島テレビ放送 | 21              | 10W         | 28W | 鹿児島県     | 10,328世帯        |

### アナログテレビ放送

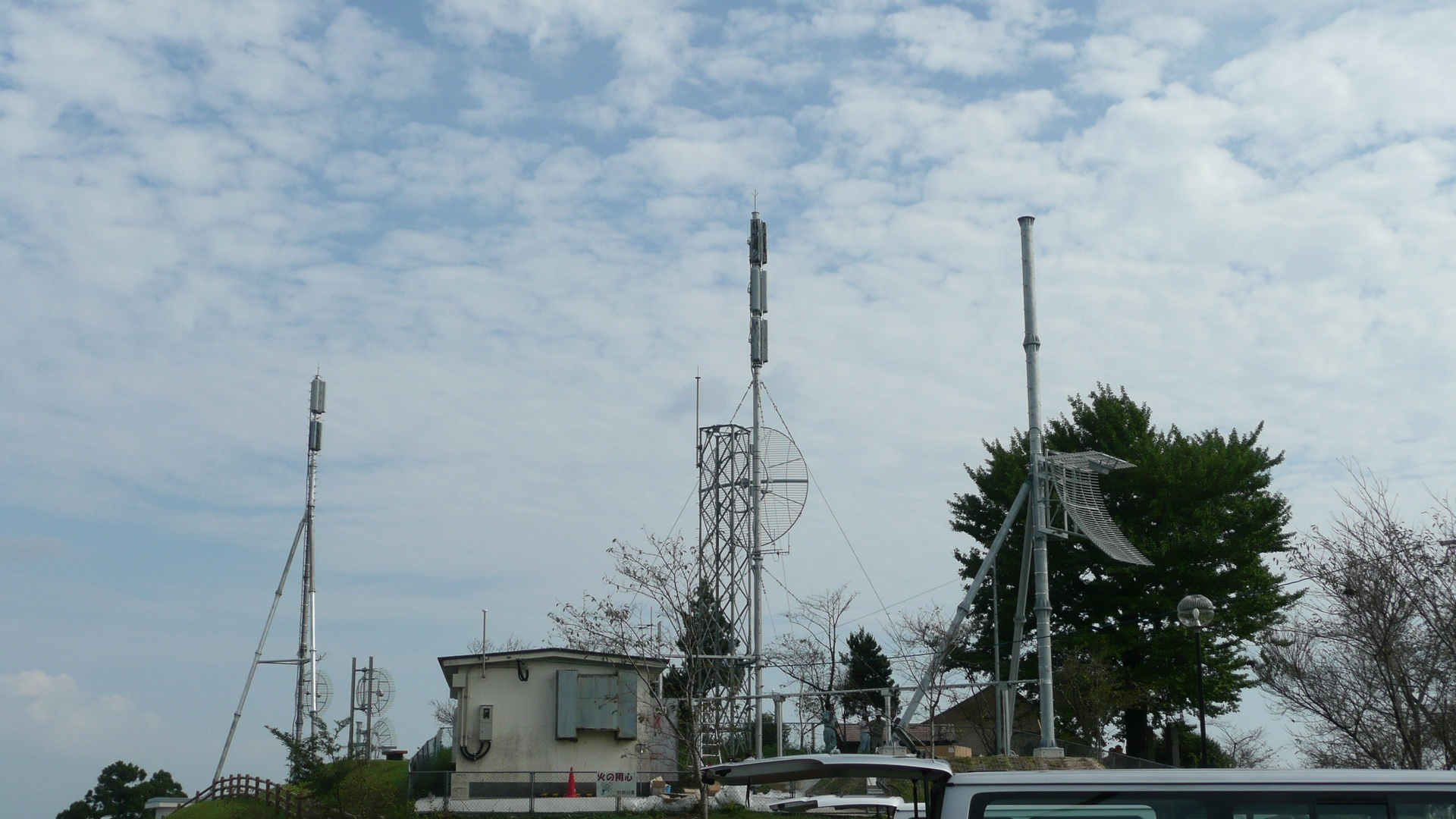
アナログテレビ中継局群（2008年）
左側がKTS・KYT（デジタル兼用）、中央がNHK・MBC・KKB。右側は建設中のNHKデジタルテレビ中継局

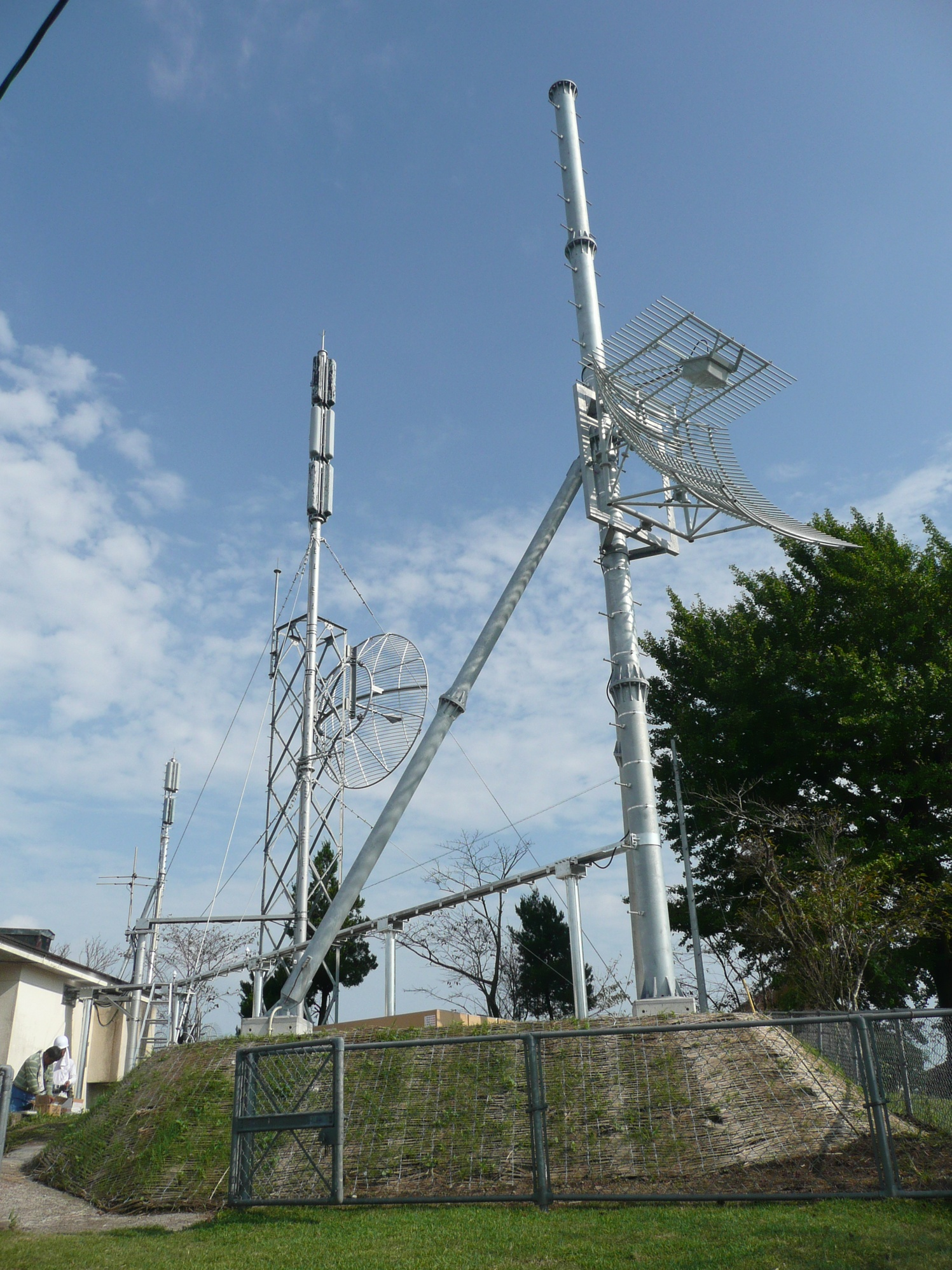
NHK・MBC・KKBのアナログ中継局（画像中央、2008年）
画像右は建設中のNHKデジタル中継局

1965年12月16日にNHK・MBCの中継局が開局し、後にKTS・KKB・KYTも中継局を設置した。2011年7月24日のアナログテレビ放送終了に伴い運用を終了した。
VHF局（NHK・MBC）は鹿児島市の城山（鹿児島本局）からの電波を、UHF局は鹿屋中継局からの電波を曽於市大隅町の大隅中継局を経て中継していた（アナログ放送末期にはNHK総合・MBCも大隅中継局経由のルートと併用）。UHF局が鹿屋・大隅中継局経由であるのは、鹿児島本局がある鹿児島市紫原と末吉中継局の間に位置する桜島が障害となって、直接受信が不可能であったためである。MBCが設置した中継局としては初めてUHF帯を使用した中継局でもあった。
| チャンネル | 放送局名             | 空中線 電力       | ERP               | 放送対象地域 | 放送区域 内世帯数 |
| ---------- | -------------------- | ----------------- | ----------------- | ------------ | ----------------- |
| 46         | KYT 鹿児島読売テレビ | 映像100W /音声25W | 映像310W /音声77W | 鹿児島県     | 不明              |
| 48         | KKB 鹿児島放送       | 映像100W /音声25W | 映像290W /音声72W | 鹿児島県     | 不明              |
| 52         | KTS 鹿児島テレビ放送 | 映像100W /音声25W | 映像310W /音声77W | 鹿児島県     | 不明              |
| 56         | NHK 鹿児島教育       | 映像100W /音声25W | 映像270W /音声67W | 全国         | 不明              |
| 59         | NHK 鹿児島総合       | 映像100W /音声25W | 映像270W /音声67W | 鹿児島県     | 不明              |
| 62         | MBC 南日本放送       | 映像100W /音声25W | 映像280W /音声69W | 鹿児島県     | 不明              |

### FMラジオ放送

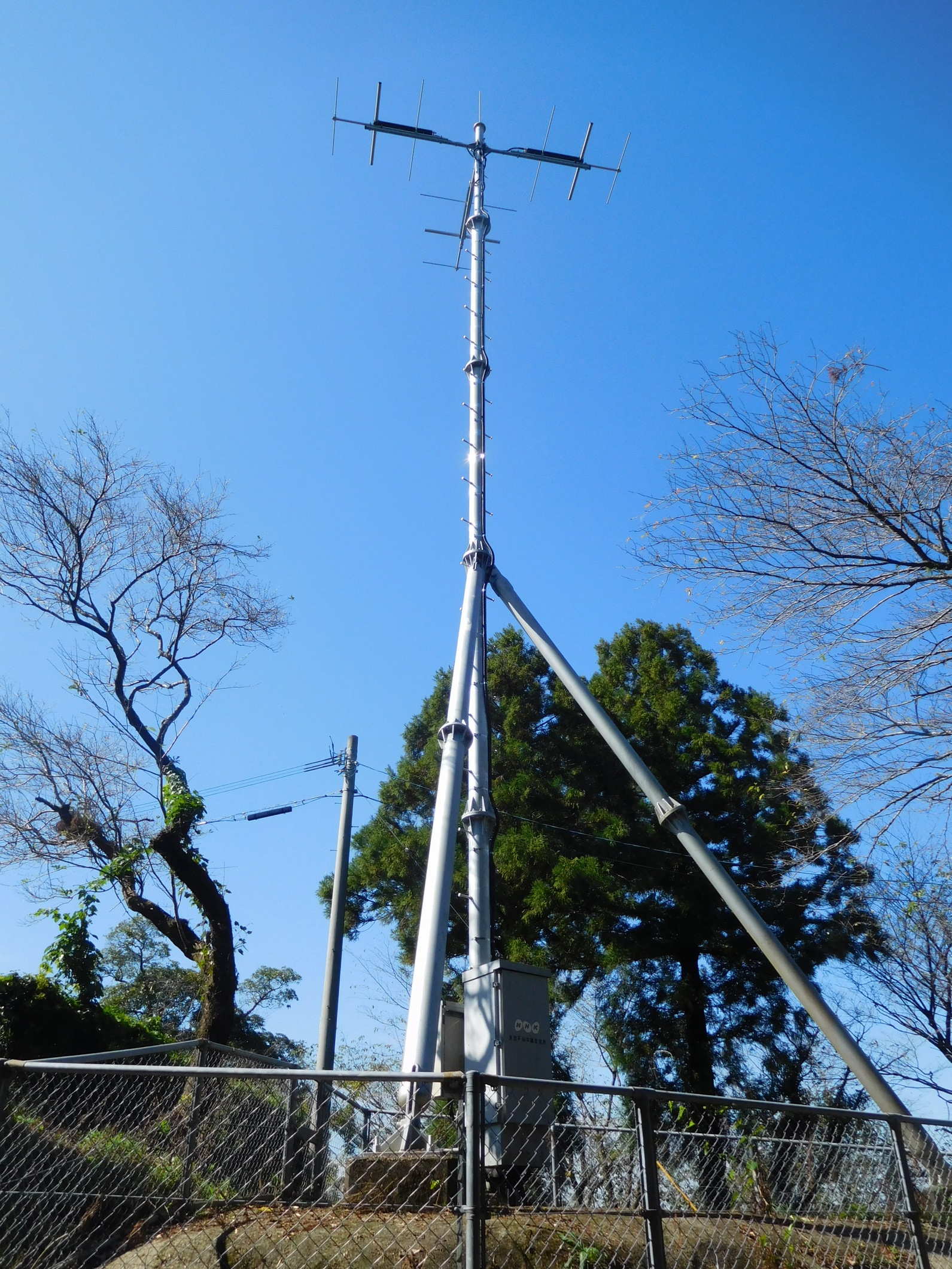
NHK-FMの中継局（2016年）

NHK-FM放送の中継局のみが設置されている。エフエム鹿児島については鹿児島本局・阿久根中継局・姶良中継局・鹿屋中継局を遠距離受信することになるが、全国ネット番組に限ればエフエム宮崎でも聴取することが出来る。
| 周波数 （MHz） | 放送局名     | 空中線 電力 | ERP | 放送対象地域 |
| -------------- | ------------ | ----------- | --- | ------------ |
| 84.9           | NHK 鹿児島FM | 10W         | 11W | 鹿児島県     |